# Claude Vamur
Grégoire Claude Vamur, né le 18 novembre 1950 en Guadeloupe, est un batteur français.

## Biographie
Il a vécu son enfance à Sainte-Anne en Guadeloupe.
Il touche à sa première batterie au collège et, par la suite, participe à différents groupes de lycéens dont celui de Marcel Castry et Daniel Forestal. Il intègre dans un premier temps l'orchestre des Vickings puis celui des Maxel's.
Sa rencontre avec Robert Mavounzy lui permet de jouer pour la première fois du jazz. Il continue toujours ses études et quitte la Guadeloupe en 1968 pour suivre un cursus d'ingénieur en électro-mécanique à l'École Violet à Paris. Il fréquente les clubs de jazz du Quartier latin et en 1972, il rencontre, grâce à Jerry Malekani de Ryco Jazz, Manu Dibango et participe à la création et au succès de Soul Makossa,. Il collabore avec eux jusqu'en 1976. En 1978, il accompagne l'organiste de jazz Eddy Louiss.
En 1983, Claude Vamur rejoint le groupe Kassav' en remplaçant le batteur Serge Bourgeois. Il sort son premier album Lévé mwen en 1987.
Il est aussi le fondateur de l'association « Percussion art » qui a pour objectif d’améliorer le quotidien des jeunes et de les aider dès leur plus jeune âge, à développer leurs aptitudes aux pratiques musicales.

## Liens Externes
- Site officiel
- Ressources relatives à la musique :   - AllMusic
  - Discogs
  - MusicBrainz
  - Muziekweb
  - Rate Your Music
- Notices d'autorité :   - VIAF
  - ISNI
  - BnF (données)